# Kuba Attila
Kuba Attila (Kecskemét, 1953. május 30. – Domaszék, 2006. november 1.) matematikus, informatikus, egyetemi tanár, iskolateremtő, a tudományos közélet aktív tagja.

## Élete
A szegedi egyetemen szerezte diplomáját 1976-ban. 1975 és 1993 között az egyetem Kibernetikai Laboratóriumának tudományos munkatársa volt. Egyetemi doktori fokozatot 1978-ban szerzett, 1983-ban lett a matematikai tudományok kandidátusa, 2004-ben megszerezte az akadémiai doktori fokozatot, 2005-től egyetemi tanár volt.

## Munkássága
Fő kutatási területei: diszkrét tomográfia, mérhető halmazok vetületekből történő rekonstrukciója, abszorpciós vetületek, orvosi képfeldolgozás, diszkrét geometria. Kuba Attila a szegedi képfeldolgozó iskola megteremtője. Tizenhárom éven át nagy hozzáértéssel szervezte a szegedi nemzetközi Képfeldolgozó Nyári Iskolát. Közleményeinek száma meghaladja a százat.
Számos tudományos társaságnak volt tagja, titkára, elnöke.

## Kitüntetései, díjai
- Kalmár László-díj
- Széchenyi-ösztöndíj
- Fáy András (iskolateremtő mestertanár) díj, 1997

## Emlékezete
2007-ben emlékére a Neumann János Számítógép-tudományi Társaság égisze alatt működő Képfeldolgozók és Alakfelismerők Társasága díjat alapított a képfeldolgozásban jeleskedő fiatal kutatók támogatására.